# Adagio (musikalbum)
Adagio  är det fjärde albumet med Sweetbox och det tredje med Jade Villalon som frontman. Albumet släpptes 2004 i två olika versioner. En släpptes i Japan, och den andra släpptes i Europa, Korea och Taiwan. Albumet är mycket inspirerat av världsmusik med låtar som samplade musik runt ifrån hela världen. Inspiration hade också hämtats från hip-hop. Textmässigt valde Jade att gå en mer personlig nivå, och många låtar hanterar spiritualitet, och att acceptera kära vänners bortgångar.
Den japanska utgåvan innehåller också de fulla versionerna av "Real Emotion" och "1000 Words" som Jade sjöng in på begäran av Square-Enix till Playstation 2-spelet, Final Fantasy X-2. 
Låten 'Chyna Girl' skrevs ursprungligen av Jade & Geo till en popgruppen S.H.E..

## Låtlista

### Japansk Version
1. Liberty (featuring RJ) – 3:22
2. Life Is Cool – 2:48
3. Somewhere – 2:53
4. Hate Without Frontiers – 3:23
5. Far Away – 3:13
6. Testimony (featuring RJ) – 3:41
7. I'll Be There (featuring RJ) – 3:16
8. Lacrimosa (featuring RJ) – 3:00
9. Sorry – 3:24
10. I Don't Wanna Be (featuring Nicco) – 3:24
11. Chyna Girl – 3:14
12. Everybody (featuring Meguo) – 3:08
13. Miss You – 3:21 (Japan only)
14. You Can't Hide – 3:07 (Japan only)
15. 1000 Words – 5:57 (Special Bonus Track)
16. Real Emotion – 4:03 (Special Bonus Track)

### Europeisk, Koreansk, & Taiwanesiska Versioner
1. Beautiful (Bonus Track) – 3:23
2. Life Is Cool
3. Somewhere
4. Hate Without Frontiers
5. Testimony (featuring RJ)
6. Liberty (featuring RJ)
7. Far Away
8. Lacrimosa (featuring RJ)
9. Sorry
10. I'll Be There (featuring RJ)
11. Chyna Girl
12. Everybody (featuring Meguo)
13. I Don't Wanna Be (featuring Nicco)

## Singlar
- Life Is Cool
- Life Is Cool EP